# Appraisal House

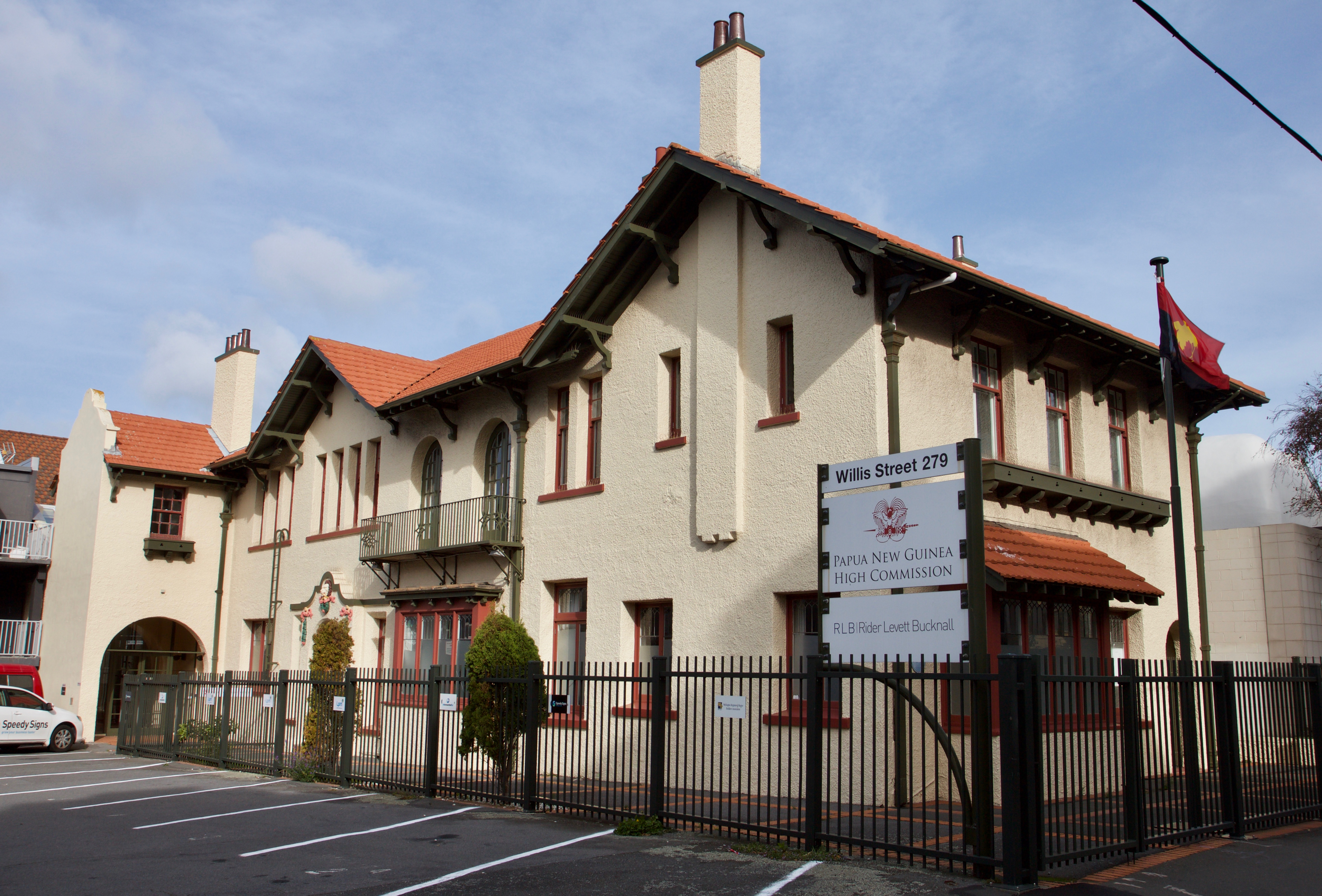
Appraisal House

Das Appraisal House ist ein historisches Bauwerk in der Willis Street 279 im neuseeländischen Wellington. Es wurde am 18. März 1982 vom New Zealand Historic Places Trust unter Nummer 1334 als Historic Place Category II eingestuft.
Das Gebäude wurde 1909 von Hoggard & Prouse als Ladengeschäft errichtet.